# Julio César Arzú
Julio César Arzú (ur. 5 czerwca 1954 w Teli) – piłkarz, były reprezentant Hondurasu grający na pozycji bramkarza.

## Kariera klubowa
Julio César Arzú rozpoczął piłkarską karierę w 1974 w klubie Real España San Pedro Sula. Z Realem España czterokrotnie zdobył mistrzostwo Hondurasu w 1975, 1976, 1977, 1981 oraz Copa Interclubes UNCAF w 1982. W 1982 trafił do ligi hiszpańskiej do Racingu Santander. Później grał w Salwadorze w ADET San Salvador.
Karierę zakończył w klubie w Olimpia Tegucigalpa w 1990.

## Kariera reprezentacyjna
Julio César Arzú występował w reprezentacji Hondurasu w latach 1977-1985. W 1980 i 1981 wystąpił w eliminacjach Mistrzostw Świata 1982, w których Honduras po raz pierwszy w historii wywalczył awans do Mundialu. Rok później wystąpił na Mundialu w Hiszpanii w 1982.
Na Mundialu był pierwszym bramkarzem i wystąpił we wszystkich trzech meczach grupowych z Hiszpanią, Irlandią Północną i Jugosławią. W 1984 i 1985 wystąpił w przegranych eliminacjach Mistrzostw Świata 1986. W latach 1977–1985 w reprezentacji rozegrał 18 meczów.